# Vigny (Moselle)

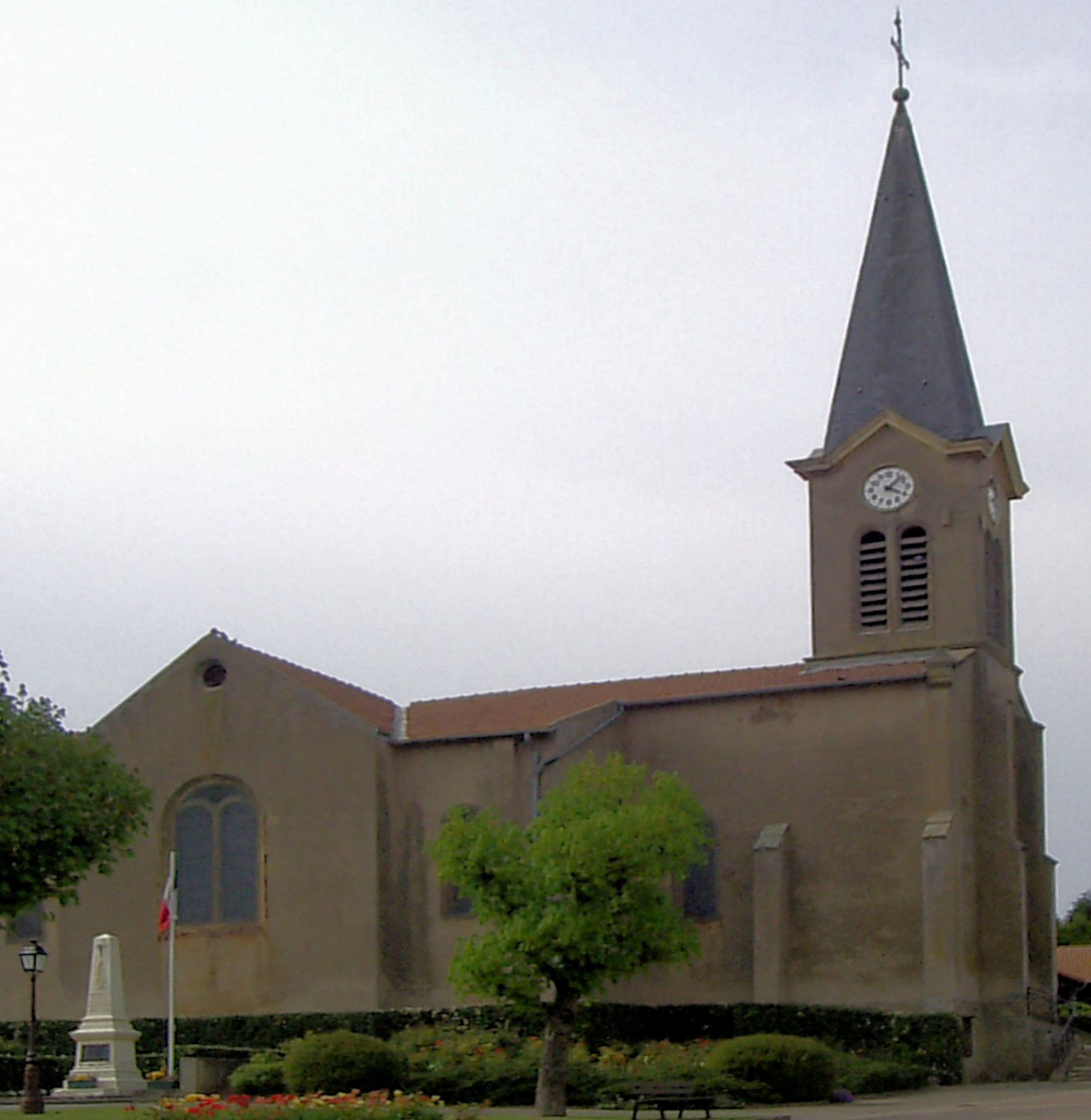
Kirche St. Germain

Vigny ist eine französische Gemeinde mit 386 Einwohnern (Stand 1. Januar 2022) im Département Moselle in der Region Grand Est (bis 2015 Lothringen). Sie gehört zum Arrondissement Metz.

## Geographie
Vigny liegt on Lothringen, etwa 20 Kilometer südöstlich von Metz und fünf Kilometer südöstlich von Verny auf einer Höhe zwischen 244 und 297 m über dem Meeresspiegel. Das Gemeindegebiet umfasst 5,83 km². Der Norden des Gemeindegebietes ist Teil des Flughafens Metz-Nancy-Lothringen.

## Geschichte
Vigny geht wahrscheinlich auf eine römische Niederlassung zurück. Der lateinische Ortsname lautete womöglich Vinetum, was Weingarten oder Wingert bedeutet. Die Ortschaft gehörte früher zum Bistum Metz.
Durch den Frankfurter Frieden vom 10. Mai 1871 kam die Region an das deutsche Reichsland Elsaß-Lothringen, und das Dorf wurde dem Landkreis Metz im Bezirk Lothringen zugeordnet.
Nach dem Ersten Weltkrieg musste die Region aufgrund der Bestimmungen des Versailler Vertrags 1919 an Frankreich abgetreten werden und wurde Teil des Département Moselle.
Im Zweiten Weltkrieg war die Region von der deutschen Wehrmacht besetzt.
Das Dorf trug 1915–1918 und 1940–1944 den eingedeutschten Namen Wingert.
Die neuromanische Kirche St. Germain stammt aus dem Jahr 1863.

### Bevölkerungsentwicklung
| Jahr      | 1962 | 1968 | 1975 | 1982 | 1990 | 1999 | 2010 | 2019 |
| Einwohner | 212  | 206  | 246  | 241  | 284  | 303  | 304  | 377  |